# جعبه قلبی‌شکل
«جعبهٔ قلبی شکل» یا «جعبهٔ دل‌شکل» (به انگلیسی: Heart-Shaped Box) ترانه‌ای از گروه راک آمریکایی، نیروانا است که توسط خواننده و گیتاریست گروه، کورت کوبین نوشته شده‌است. این ترانه در سال ۱۹۹۳، به عنوان اولین تک‌آهنگ از سومین آلبوم استودیویی گروه، در رحم منتشر شد. این ترانه، یکی از دو ترانهٔ آلبوم بود که توسط اسکات لیت بازمیکس شد؛ چرا که گروه، از نسخهٔ اصلی که توسط استیو آلبینی تهیه شده بود، راضی نبود.
با اینکه ناشر گروه نیروانا، دی‌جی‌سی رکوردز، این تک‌آهنگ را به صورت فیزیکی و قابل فروش، در ایالات متحده منتشر نکرده بود، این ترانه در رادیوهای آمریکایی بسیار با استقبال مواجه شد و در جدول ترانه‌های مدرن راک بیلبورد رتبهٔ نخست را بدست آورد. نسخهٔ بین‌المللی تک‌آهنگ، موفق شد در جدول تک‌آهنگ‌های بریتانیا، مقام پنجم را کسب کند. نماهنگی برای این ترانه به کارگردانی آنتون کوربین تهیه شد که توانست نظر منتقدین را به خود جلب کند. نماهنگ این ترانه، برندهٔ دو جایزه شد که یکی از آنها، جایزه بهترین ویدئو آلترنیتیو در جوایز ویدئو موسیقی ام‌تی‌وی در سال ۱۹۹۴ بود.

## پیدایش و ضبط
کوبین ترانهٔ «جعبه قلبی‌شکل» را در اوایل سال ۱۹۹۲ نوشت. او این ترانه را مدتی کنار گذاشت، اما وقتی که او و همسرش به خانه‌ای در هالیوود هیلز نقل مکان کردند، کار کردن بر روی این ترانه را دوباره از سر گرفت. کورتنی لاو، همسر کوبین، در مصاحبه‌ای در سال ۱۹۹۴ با رولینگ استون، گفت که او به صورت اتفاقی، ریف این ترانه را وقتی شنید که کوبین در یک قفسه در حال کار بر روی آن بوده‌است. لاو ادامه داد که او از کوبین پرسیده آیا می‌تواند ریف این ترانه را در یکی از آهنگ‌هایش استفاده کند که کوبین هم جواب داده بود «گمشو!» و در قفسه را بسته بود. لاو اظهار داشت که «او سعی می‌کرد بسیار دزدکی کارش را انجام دهد» و ترانه مخفی نگه دارد، اما او «می‌توانسته صدای آن را از طبقهٔ پایین بشنود». آن دو دفترچه‌ای داشتند که در آن اشعار ترانه‌ها را می‌نوشتند. چارلز کراس که زندگی‌نامهٔ کوبین را نوشته، گفته است که سبک ترانه‌نویسی لاو، کوبین را در نوشتن این آهنگ، تحت تأثیر قرار داده است. نام این ترانه، از جعبه‌ای قلبی‌شکل گرفته شده که لاو به کوبین داده بود. با این حال، کوبین در ابتدا نام ترانه را «تابوت قلبی‌شکل» گذارده بود.

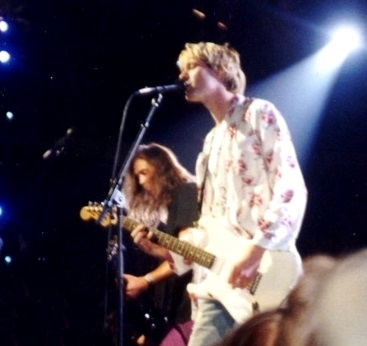
نیروانا در سال ۱۹۹۲ میلادی

نیروانا برای تمام کردن این ترانه به مشکل برخورده بود. کوبین تلاش کرد تا دیگر اعضای گروه را به کار گیرد و با کمک آنها، در طی یک سری گردهمایی بداهه‌نوازی،، نوشتن ترانه را به اتمام برسانند. او اظهار داشت که «در طی آن تمرینات، من منتظر کریست و دیو بودم تا ایده‌ای در مورد این آهنگ بدهند، اما نتیجهٔ کار آنها همیشه غلغله و هیاهو از آب درمی‌آمد.» یک روز کوبین برای آخرین بار برای تمام کردن این ترانه تلاش کرد. کوبین توانست یک ملودی آوازی بسازد و گروه در نهایت موفق شد این ترانه را به اتمام برساند. وقتی که آن‌ها ترانهٔ «جعبهٔ قلبی‌شکل» را به اتمام رساندند، کوبین گفت که «ما در پایان فهمیدیم که ترانهٔ خوبی از آب درآمده».
در ژانویه ۱۹۹۳، گروه در طی جلساتی با کریگ مونتگومری در ریودو ژانیرو در برزیل، یک نسخهٔ دمو از این ترانه را ضبط کرد. این اولین ترانه‌ای بود که در آن جلسات ضبط می‌شد. نسخه‌ای که در آلبوم در رحم بود، در فوریه ۱۹۹۳ توسط استیو آلبینی در کانن فلز، مینه‌سوتا ضبط شد. پیش از انتشار آلبوم، آهنگ توسط اسکات لیت بازمیکس شد. کوبین تصمیم دیگر اعضای گروه مبنی بر میکس مجدد ترانه را پذیرفت و معتقد بود که آواز و صدای بیس در میکس‌های اولیه، به اندازه کافی خوب نشده‌است. نوازندهٔ گیتار بیس گروه نیروانا، ناواسلیک، هم از میکس اولیهٔ این ترانه ناراضی بود. او در مصاحبه‌ای در سال ۱۹۹۳ با شیکاگو سان-تایمز گفت که افکت اولیه‌ای که بر روی گیتار سولوی ترانه استفاده شده بود، شبیه به صدای «برخورد لاشهٔ طفل با کف اتاق در هنگام بچه انداختن» بود. وقتی که لیت، ترانه را بازمیکس کرد، کوبین از فرصت استفاده کرده و هارمونی‌های پشتیبان و هارمونی‌های گیتار آکوستیک را به ترانه اضافه کرد.

## آهنگ‌سازی و اشعار
روزنامه‌نگاری به نام ژیلیان گار، ترانه «جعبهٔ قلبی‌شکل» را به صورت «نمونه‌ای خوب از بین ترانه‌های نیروانا، با ریفی آرام و نزولی که در بند نواخته می‌شود، و در مقابل در بخش ترجیع‌بند، هرچه آهنگ جلو می‌رود، حرارت آن شدیدتر و پُرخروش‌تر می‌شود» توصیف کرده‌است. کوبین گفته است که ایدهٔ این ترانه، از تعدادی مستند راجع به بچه‌های سرطانی به او الهام شده‌است. او به مایکل آزراد که زندگی‌نامهٔ کوبین را نوشته، گفته است که «هر موقع به آن فکر می‌کنم، مرا غمگین‌تر از هرچیز دیگری که به فکرم می‌رسد، می‌کند». آزراد در کتاب همان‌طور که هستی بیا: داستان نیروانا اظهار داشته که با وجود توضیحات کوبین، در واقع به نظر می‌رسد که این ترانه در مورد کورتنی لاو، همسر کوبین باشد. چارلز کراس در کتابی به نام Heavier Than Heaven که در آن زندگی‌نامهٔ کوبین را نوشته، اظهار داشته که در بند «دوست دارم وقتی رویت را برمی‌گردانی، سرطانت را بخورم»، خواننده «چیزی را می‌گوید که بایستی پیچیده‌ترین راهی باشد که یک ترانه‌نویس در طول تاریخ موسیقی پاپ، برای گفتن جملهٔ «دوستت دارم» انتخاب کرده‌است». پس از این‌که لانا دل ری در سال ۲۰۱۲ این آهنگ را اجرا کرد، کورتنی لاو، همسر کورت کوبین، در اکانت توئیتر خود اعلام کرد که آهنگ «جعبهٔ قلبی‌شکل»، در مورد واژن اوست. توئیت‌های او کمی بعد پاک شدند. کوبین در مورد بند ترانه و جملهٔ تکرارشوندهٔ «هی/صبر کن/شکایتی تازه دارم» گفته‌است که این جمله، مثالی است از آنچه که او «شیوهٔ فهمیده‌شدنش توسط رسانه‌ها» نامیده است.

## انتشار
ناشر گروه، دی‌جی‌سی، ترانهٔ «جعبهٔ قلبی‌شکل» را در اوایل سپتامبر ۱۹۹۳ در ایالات متحده، برای ایستگاه‌های رادیویی دانشگاهی، مدرن راک و راک آلبوم‌گرا منتشر کرد. برنامه‌ای برای منتشر کردن یک تک‌آهنگ از ترانه، به صورت کشوری وجود نداشت. در آن موقع، رئیس بازاریابی گفن رکوردز، به بیلبورد گفت که ناشر گروه در پی این نیست که وارد رادیوی ۴۰ ترانه برتر شود و توضیح داد که «نیروانا به خاطر یک تک‌آهنگ موفق ۵ میلیون نسخه نفروخت. آنها به این خاطر این که نیروانا بودند این مقدار آلبوم فروختند». ترانه در ابتدا در جایگاه هفتم جدول آهنگ‌های راک امروزی بیلبورد قرار گرفت و در نهایت به رتبه اول جدول رسید. همچنین این ترانه در جدول آهنگ‌های راک مد روز هم در جایگاه چهارم ایستاد. یک نسخهٔ تک‌آهنگ از آلبوم در بریتانیا منتشر شد و در جدول تک‌آهنگ‌های آن کشور، جایگاه پنجم را کسب کرد. قالب‌های کاست و وینیل ۷-اینچی که در اوت ۱۹۹۳ منتشر شدند، ترانهٔ گل جعفری را به عنوان یک ترانهٔ پشت‌صفحه‌ای داشتند، در حالیکه در نسخه CD و وینیل ۱۲-اینچی، ترانهٔ «بدوشش» از آلبوم در رحم، به عنوان ترانهٔ پشت‌صفحه‌ای گنجانده شده بود. در سال ۱۹۹۹، ترانهٔ «جعبهٔ قلبی‌شکل» در فهرست «۱۰۰ ترانه برتر راک» که توسط نشریه کرنگ! منتشر شد، در جایگاه ۱۰ قرار گرفت.

## نماهنگ
نیروانا در ابتدا می‌خواست کارگردانی نماهنگ «جعبهٔ قلبی‌شکل» را به کوین کرسلیک بسپارد که سابقاً هم نماهنگ‌های همان‌طور که هستی بیا، لیتیوم، در شکوفایی، و قاچ را کارگردانی کرده بود. کرسلیک طی ماه‌های ژوئیه و اوت ۱۹۹۱، پنج طرح را پیشنهاد کرد، اما هیچ توافق رسمی بین او و گروه حاصل نشد و گروه تصمیم گرفت با آنتون کوربین، عکاس و کارگردان هلندی کار کند. کوربین که عموماً خودش برای ویدئوها ایده می‌داد، در ابتدا مطمئن نبود که بخواهد این ویدئو را کارگردانی کند، چرا که کوبین طرحی به او داده بود که بسیار با جزئیات هم بود. کوربین گفت، «اما بعدش به آن [طرح] نگاه کردم و فکر کردم که چه طرح خوبی است. من تحت تأثیر کسی قرار گرفته بودم که یک ترانه‌نویس بود و ایده‌هایی به آن دقت [برای نماهنگ] طراحی کرده بود». کوربین همچنین اظهار داشته که کوبین، از همکاری او با اکو اند بانیمن آگاه بوده و همین امر زمینهٔ انتخاب او به عنوان کارگردان نماهنگ را فراهم کرده‌است.
نماهنگ با صحنه‌ای آغاز می‌شود که اعضای گروه در محیطی بیمارستان‌شکل نشسته و پیرمردی را نظاره می‌کنند که بر روی تخت خوابیده و به او یک سرم IV متصل است. نماهنگ با همین صحنه هم به پایان می‌رسد. عمده بخش‌های نماهنگ، در یک فضای باز، با چیدمان و دکوری سورئال اتفاق می‌افتد که این فضا، استعاره‌هایی به فیلم جادگر شهر اوز دارد. در اولین بند ترانه، پیرمردی که در بیمارستان بود، از یک چلیپای مسیحیت که بالای آن تعدادی کلاغ ایستاده‌اند، بالا می‌رود. در دومین بند آهنگ، دختربچه‌ای با جامهٔ سفید و کلاهی نوک‌تیز دیده می‌شود که دستش را دراز می‌کند تا جنینهای انسان که از درخت آویزان شده‌اند را بچیند. یک زن چاق هم دیده می‌شود که لباسی با نقش و نگارهای اعضای داخل بدن انسان پوشیده و در پشت خود، بال‌هایی چون بال‌های یک فرشته را دارد. در آخرین صحنهٔ نماهنگ، اعضای گروه به صورت تنها دیده می‌شوند که در حال اجرا در یک فضای باز هستند و دوربین هم دائماً چهرهٔ کوبین را بزرگ‌نمایی و کوچک‌نمایی می‌کند. در حالی‌که بیشتر نماهنگ ساختهٔ کوبین است، کوربین هم عناصری به آن اضافه کرده‌است؛ مثل کلاغ‌های مصنوعی (عمداً از کلاغ‌های مصنوعی استفاده شده)، نردبانی که پیرمرد از طریق آن از چلیپا بالا می‌رود، و جعبه‌ای که در بالای آن یک قلب قرار دارد و گروه در حین آخرین ترجیع‌بند آهنگ، در داخل آن جعبه به اجرا می‌پردازند. کوربین یک نسخه دیگر از نماهنگ را درست کرده که در بند پایانی آهنگ، صحنه‌هایی جایگزین وجود دارد. از جمله نماهایی دیگر از دختربچه و زن، صحنه‌هایی از کوبین که بر پشت خود بر روی یک مزرعهٔ خشخاش دراز کشیده و مه او را احاطه کرده‌است. این نسخه از نماهنگ، در یک DVD به نام آثار کارگردان آنتون کوربین قرار دارد.
پس از منتشر شدن ویدئو، کوین کرسلیک، از گروه نیروانا شکایت کرد و ادعا کرد که نیروانا قانون کپی‌رایت را زیرپا گذاشته است. اما بدون مراجعه به دادگاه، قضیه فیصله شد. نماهنگ «جعبهٔ قلبی‌شکل»، برندهٔ دو جایزه در جوایز موزیک ویدئوی MTV در سال ۱۹۹۴ شد: بهترین نماهنگ آلترنیتیو و بهترین کارگردان هنری. از آنجا که مراسم اهدای جایزه پس از مرگ کوبین در آوریل ۱۹۹۴ برگزار می‌شد، جایزه‌ها توسط ناواسلیک، گرول و پت اسمیر دریافت شدند. هم‌چنین در نظرسنجی منتقدین سال ۱۹۹۳ Village Voice Pazz & Jop، نماهنگ «جعبهٔ قلبی‌شکل» در صدر جدول بخش نماهنگ‌ها قرار گرفت. در سال ۲۰۱۱، NME این نماهنگ را در جایگاه ۲۲ در فهرست ۱۰۰ نماهنگ برتر قرار داد. در همان سال، نشریه تایم این نماهنگ را در فهرست ۳۰ نماهنگ برتر همهٔ اعصار قرار داد و آن را «زیبا و ... هولناک» توصیف کرد.

## بازخوانی توسط دیگران
- گروه اونسنس این ترانه را به صورت زنده و با اجرای آکوستیک بازخوانی کرده‌است. این نسخه به عنوان ترانهٔ پشت‌صفحه‌ای تک‌آهنگ ورشکست‌شدن[و ۱۲] منتشر شده‌است.[۳۳]
- یک نسخه در سبک رگی از این ترانه، در سال ۲۰۱۱ توسط لیتل روی و در آلبوم پیکار برای سیاتل[و ۱۳] منتشر شد.[۳۴]
- در ژوئیه ۲۰۱۲، لانا دل ری این ترانه را در سیدنی استرالیا بازخوانی کرد.[۱۵][۳۵]
- یک نسخهٔ بازخوانی از این ترانه، در بازی ویدئویی قهرمان گیتار دو وجود دارد،[۳۶] در حالی‌که نسخهٔ مستر هم به صورت یک ترک قابل دانلود برای سری گروه موسیقی راک در دسترس است.
- گروه موسیقی Dead Sara یک نسخهٔ بازخوانی از این ترانه را در سال ۲۰۱۳ منتشر کردند؛ این نسخه هم در تریلر، و هم به عنوان ترانهٔ تیراژی، در بازی ویدئویی بدنام: فرزند دوم مورد استفاده قرار گرفته‌است.[۳۷]
- در سال ۲۰۱۴، خوانندهٔ ایسلندی، Ásgeir Trausti یک نسخهٔ بارخوانی از این ترانه را منتشر کرد.

## فهرست آهنگ‌ها
همهٔ ترانه‌ها توسط کورت کوبین نوشته شده‌اند، مگر اینکه خلاف آن ذکر شده باشد:
سی‌دی و وینیل ۱۲-اینچی
1. «جعبهٔ قلبی‌شکل» – ۴:۳۹
2. «بدوشش» – ۳:۵۲
3. «گل جعفری» (دیو گرول) – ۲:۳۳

کاست و وینیل ۷-اینچی
1. «جعبهٔ قلبی‌شکل»
2. «گل جعفری»

## رتبهٔ تک‌آهنگ در جدول‌های فروش مختلف
| جدول (۱۹۹۳–۱۹۹۴)        | جایگاه |
| ----------------------- | ------ |
| استرالیا                | ۲۱     |
| بلژیک                   | ۳۱     |
| کانادا                  | ۱۷     |
| هلند                    | ۳۲     |
| هلند                    | ۳۶     |
| فنلاند                  | ۱۴     |
| فرانسه                  | ۳۷     |
| ایرلند                  | ۶      |
| نیوزلند                 | ۹      |
| سوئد                    | ۱۶     |
| بریتانیا                | ۵      |
| U.S. آهنگ‌های راک مد روز | ۴      |
| U.S. آهنگ‌های راک مدرن   | ۱      |

## گواهی‌نامه‌ها
| منطقه                                   | گواهی | واحد گواهی‌شده/فروش |
| --------------------------------------- | ----- | ------------------ |
| بریتانیا (بی‌پی‌آی)                       | طلا   | ۴۰۰٬۰۰۰            |
| رقم فروش+پخش جاری تنها بر پایهٔ گواهی‌ها. |       |                    |

## واژه‌نامه
1. ↑  Jam session
2. ↑  Gillian Gaar
3. ↑  verse
4. ↑  chorus
5. ↑  Michael Azerrad
6. ↑  Come as You Are: The Story of Nirvana
7. ↑  Charles Cross
8. ↑  Marigold
9. ↑  Anton Corbijn
10. ↑  The Work of Director Anton Corbijn
11. ↑  The 30 All-TIME Best Music Videos
12. ↑  Going Under
13. ↑  Battle for Seattle